# Vittorio Valentini
Vittorio Valentini (ur. 9 października 1973) – sanmaryński piłkarz występujący na pozycji obrońcy, 17-krotny reprezentant San Marino.

## Kariera klubowa
Podczas kariery zawodniczej występował w sanmaryńskich klubach grających w Campionato Sammarinese oraz amatorskich włoskich zespołach Polisportiva Ponte Verucchio i ASD Taverna. Od 2003 roku jest zawodnikiem SC Faetano.

## Kariera reprezentacyjna
Valentini występował w młodzieżowych reprezentacjach San Marino w kategoriach U-16 oraz U-21. 7 marca 1990 roku zadebiutował w międzynarodowych rozgrywkach w przegranym 0:3 meczu z Portugalią U-16.
11 października 1995 roku zadebiutował w seniorskiej reprezentacji Szkocji w przegranym 1:3 meczu przeciwko Wyspom Owczym w ramach eliminacji EURO 1996. Ogółem w latach 1995-2001 rozegrał w drużynie narodowej 17 spotkań, nie zdobył żadnej bramki.